# Soichi Noguchi
Soichi Noguchi (japanska: 野口聡一?, Noguchi Soichi ), född 15 april 1965 i Yokohama, Japan, är en japansk astronaut och ingenjör för flyg- och rymdteknik.
Den 26 juli 2005 deltog han i expeditionen STS-114 med rymdfärjan Discovery som var den första amerikanska flygningen efter Columbia-katastrofen. Expeditionen var tillbaka den 9 augusti samma år.
Han var även med i expeditionen Sojuz TMA-17, från 20 december 2009 till 2 juni 2010, som var en del av det ryska rymdprogrammet.
Den 16 november 2020 sköts han upp med SpaceX Crew-1 för att delta i Expedition 64.
Asteroiden 5734 Noguchi är uppkallad efter honom.